# 朝霧 (吹雪型駆逐艦)
朝霧（あさぎり）は、日本海軍の駆逐艦。
吹雪型駆逐艦（特型）の13番艦（特II型の3番艦）。
霧級に属する。
この名を持つ日本海軍の艦船としては春雨型駆逐艦「朝霧」に続いて2隻目。

## 概要
駆逐艦朝霧（あさぎり）は、日本海軍が佐世保海軍工廠で建造した吹雪型駆逐艦で、1930年（昭和5年）6月末に竣工した。同年12月、新編の第8駆逐隊に所属した。1939年（昭和14年）11月1日、従来の第8駆逐隊は「第20駆逐隊」に改称した。
太平洋戦争（大東亜戦争）開戦時、ひきつづき霧級4隻（朝霧、天霧、夕霧、狭霧）で第20駆逐隊を編制し、第三水雷戦隊に所属した。三水戦は馬来部隊（指揮官小沢治三郎南遣艦隊司令長官）として南方作戦にともなうマレー作戦や蘭印作戦に従事した。2月中旬には、軽巡洋艦由良等と共に連合軍商船や小艦艇を掃蕩した。
開戦からまもなく、第20駆逐隊は狭霧を喪失、代艦として1942年（昭和17年）3月10日付で姉妹艦白雲が第20駆逐隊に編入された。
定数4隻（朝霧、天霧、夕霧、白雲）となった第20駆逐隊は、3月下旬から4月上旬にかけてのアンダマン・ニコバル諸島攻略作戦、ベンガル湾機動作戦、6月のミッドウェー作戦（戦艦部隊護衛）、7月下旬のＢ作戦に従事した。
8月上旬以降のガダルカナル島攻防戦にともない、第三水雷戦隊（軽巡川内、第20駆逐隊）は日本陸軍川口支隊の輸送船2隻を護衛し、川口支隊をガダルカナル島へ輸送することになった。8月24日、トラック泊地を出撃してガダルカナル島へむけ進撃中、上級部隊の命令変更により第20駆逐隊だけでガダルカナル島へ向かうことになった。
8月28日、「朝霧」はサンタイサベル島付近で、ガ島ヘンダーソン飛行場から飛来した米軍のSBDドーントレス急降下爆撃機による空襲を受けて沈没した。
同時に空襲をうけた「夕霧」と「白雲」も大破する。第20駆逐隊の健在艦は「天霧」のみとなり、10月1日付で解隊された。

## 艦歴

### 太平洋戦争以前
仮称艦名は第47号駆逐艦。
1928年（昭和3年）9月11日、「天霧」と「朝霧」は吹雪型駆逐艦に類別される。同年12月12日、朝霧（第47号駆逐艦）は佐世保海軍工廠で起工。1929年（昭和4年）11月18日、進水。
1930年（昭和5年）3月7日、佐世保海軍工廠内の朝霧艤装員事務所は事務を開始する。6月23日、朝霧艤装員事務所を撤去する。6月30日、竣工。
同年12月1日、日本海軍は「天霧」と「朝霧」で第8駆逐隊を新編した。
12月3日、舞鶴海軍工廠で姉妹艦「夕霧」が竣工、同日付で第8駆逐隊に編入された。司令駆逐艦は「天霧」であった。第二水雷戦隊所属。
1931年（昭和6年）1月末、浦賀船渠で姉妹艦「狭霧」が竣工し、31日付で第8駆逐隊に編入された。8駆は霧級4隻（天霧、朝霧、夕霧、狭霧）を揃えた。
1932年（昭和7年）、第一次上海事変において長江水域の作戦に参加。5月19日、狭霧は新編の第10駆逐隊（狭霧、漣）に転出した。第8駆逐隊は霧級3隻（天霧、朝霧、夕霧）で行動することになった。
日中戦争に際しては1937年（昭和12年）以降、上海、杭州湾上陸作戦、北部仏印進駐に参加。
1939年（昭和14年）11月1日、日本海軍は駆逐隊の名称を変更する。朝潮型駆逐艦4隻（朝潮、大潮、満潮、荒潮）で編制されていた第25駆逐隊を第8駆逐隊と改名する。吹雪型・霧級3隻（朝霧、夕霧、天霧）の第8駆逐隊は第20駆逐隊に改称した。
1940年（昭和15年）5月1日、日本海軍は第一艦隊麾下に第三水雷戦隊を新編した。編制当初の三水戦は、川内型軽巡洋艦川内、第12駆逐隊（叢雲、白雲、東雲、薄雲）、第20駆逐隊（朝霧、夕霧、天霧）である。
8月1日、「狭霧」が第20駆逐隊に編入され、同隊は吹雪型4隻（朝霧、夕霧、天霧、狭霧）となった。
同年9月、第三水雷戦隊（旗艦川内）は北部仏印進駐にともなう陸軍輸送船団護衛任務に従事した。

### 太平洋戦争前期
太平洋戦争開戦時、第20駆逐隊はひきつづき第三水雷戦隊に所属していた。
三水戦は小沢治三郎中将が指揮する馬来部隊に所属し、他部隊からの編入部隊（重巡鳥海、最上型重巡洋艦、軽巡由良や鬼怒）と共に南方作戦におけるマレー作戦に従事した。
12月24日、ボルネオ島方面作戦に従事していた姉妹艦狭霧がオランダ海軍潜水艦K XVIに撃沈された。第20駆逐隊は霧級3隻（天霧、朝霧、夕霧）となった。
1942年（昭和17年）1月24日、第三水雷戦隊司令官橋本信太郎少将指揮下の輸送部隊はマレー半島シンゴラを出撃、エンダウにむかった。輸送船2隻を、護衛部隊（三水戦旗艦「川内」、第11駆逐隊〈白雪、初雪、吹雪〉、第20駆逐隊〈朝霧、夕霧、天霧〉、第1掃海隊、特設掃海艇2隻）で護衛する。26日にエンドウに到着したところ、イギリス軍機による空襲により輸送船に若干の被害があった。
1月27日未明、連合軍駆逐艦サネット (HMS Thanet，H29) およびヴァンパイア (HMAS Vampire，I68) がエンダウに到着、泊地に停泊中の日本軍輸送船団を襲撃した。第三水雷戦隊の反撃により「サネット」は沈没、「ヴァンパイア」は損傷して戦場から避退した。
2月上旬、第三十八師団（師団長佐野忠義陸軍中将）がスマトラ島パレンバンを攻略することになり、馬來部隊は陸軍輸送船団の護衛をおこなった。
同時期、マレー半島では日本陸軍がシンガポールに迫り、連合軍艦船は同地から南方への脱出を開始する。馬来部隊各艦は、輸送船団護衛と並行して連合軍艦船の捕捉につとめた（シンガポールの戦い）。2月13日、吹雪と朝霧は特設敷設艦1隻と商船1隻の撃沈を報じた。
2月14日午前8時、護衛隊指揮官（第三水雷戦隊司令官橋本信太郎少将）は護衛部隊の部署を変更し「一　川内及第十一駆逐隊第一小隊ハ輸送船隊ニ合同ス／二、由良、朝霧、吹雪ハ由良艦長指揮ノ下ニ本海面ヲ機宜行動　敵艦船ノ攻撃ニ任ジ輸送船隊南下スルニ従ヒ之ガ北方ヲ警戒スル如ク行動セヨ／三　吹雪ハ一八〇〇輸送船隊ニ合同セヨ(輸送船隊ノ「バンカ」水道進入ヲ掩護セシムル予定)」と命じた。由良艦長三好輝彦大佐の指揮下3隻（由良、朝霧、吹雪）はバンカ島とスマトラ島間のムントク泊地で、哨戒と掃蕩任務に従事する。同日夜、3隻は日本陸軍小規模船団を攻撃していたイギリス軍特設掃海艇（707トン）を発見し、共同で撃沈した。
翌15日、由良は朝霧を率いてムントク泊地を哨戒し、イギリス商船1隻と特設掃海艇（953トン）を撃沈した。
同15日、日本軍輸送船団を攻撃するためカレル・ドールマン提督指揮下のABDA艦隊（重巡1隻、軽巡4隻、駆逐艦8隻）がガスパル海峡を北上してきた。だがABDA艦隊は空母龍驤の攻撃隊と基地航空部隊の空襲により撃退されジャワ島バタビヤにむけ反転したため、水上艦同士の海戦には至らなかった。その後、由良と朝霧は他艦と共にムントク泊地周辺の警戒任務に従事した。16日夕刻、由良と朝霧はイギリス軍砲艇を捕獲した。17日、南方部隊（指揮官近藤信竹第二艦隊司令長官）はマレー作戦終了にともない兵力区分の変更を発令、馬來部隊の一部部隊は21日付で蘭印部隊（指揮官高橋伊望第三艦隊司令長官）に転じた。
同年3月10日、日本海軍は第12駆逐隊を解隊し、同駆逐隊所属だった駆逐艦白雲を第20駆逐隊に編入した。第20駆逐隊は吹雪型4隻（夕霧、朝霧、天霧、白雲）となり、引き続き馬来部隊（指揮官小沢治三郎第一南遣艦隊司令長官）として、麾下各部隊・各艦と共に北部スマトラ攻略作戦（Ｔ作戦）、アンダマン諸島攻略作戦（Ｄ作戦）とビルマ攻略作戦（Ｕ作戦）、ベンガル湾機動作戦などに従事した。
4月初旬、南雲機動部隊のセイロン島攻撃に策応し、小沢中将指揮下の馬来部隊機動部隊はベンガル湾で通商破壊作戦を実施した。第20駆逐隊4隻は中央隊（鳥海、由良、龍驤、夕霧、朝霧）、北方隊（熊野、鈴谷、白雲）、南方隊（三隈、最上、天霧）に区分されて行動した。4月4日以降、馬来部隊機動部隊はベンガル湾に進出し、4月6日の作戦で大きな戦果を挙げた。中央隊の由良・龍驤・夕霧は艦砲射撃により商船3隻を撃沈している。朝霧と夕霧は、由良による商船撃沈を支援した。
作戦後、機動部隊各艦は燃料補給を行いつつベンガル湾を離れ、4月11日シンガポールに帰投した。同地到着前日の10日、連合艦隊は第二段作戦第一期兵力部署を発動し、第三水雷戦隊は主隊に編入された。朝霧や夕霧と共に行動していた由良は、第四水雷戦隊旗艦に転じた。

### 第二段作戦
南方作戦が一段落すると、馬来部隊に編入されていた各部隊・各艦（第三水雷戦隊を含む）は内地に帰投した。5月下旬より、第三水雷戦隊はミッドウェー作戦に従事した。
第20駆逐隊を含め、三水戦は連合艦隊司令長官山本五十六大将（旗艦大和）直率の主力部隊に所属する
5月29日朝、主力部隊は桂島泊地を出撃した。第20駆逐隊は第一艦隊司令長官高須四郎中将指揮下の警戒部隊に区分されており、6月4日0500に山本長官直率の主力部隊主隊と分離した。
海戦に敗北したあと内地にもどった三水戦は、6月下旬より奄美大島方面で対潜掃蕩に従事した。
7月下旬、第三水雷戦隊はインド洋方面通商破壊を主目的とする「Ｂ作戦」に従事するため、マレー半島西岸メルギーに進出した。
Ｂ作戦参加部隊の兵力部署において、第20駆逐隊は三水戦司令官指揮下の機動部隊・北方隊（軽巡〈川内〉、第19駆逐隊〈浦波、敷波、綾波〉、第20駆逐隊〈夕霧、朝霧、天霧、白雲〉）に所属していた。
8月7日、ガダルカナル島攻防戦の開始にともない、Ｂ作戦は中止される。Ｂ作戦参加部隊は、とりあえず第七戦隊司令官西村祥治少将の指揮下でダバオ回航を命じられた。第20駆逐隊はマカッサルとダバオを経由して、8月23日までにトラック泊地に進出した。

### 沈没
8月24日から25日にかけての第二次ソロモン海戦の敗北にともない、日本海軍は軽快艦艇による急速輸送作戦（鼠輸送）を開始する。ガダルカナル島にむけ南下中だった第三水雷戦隊（川内、第20駆逐隊〈朝霧、夕霧、白雲、天霧〉、輸送船〈佐渡丸、浅香丸〉/川口支隊乗船）は予定を変更し、川口支隊将兵のうち約600名が洋上で輸送船から駆逐艦に移乗、第20駆逐隊はガ島にむかった。
ショートランド泊地から出撃した第24駆逐隊村上暢之助司令指揮下の駆逐艦3隻（海風、江風、磯風）との合同を予定して行動中の8月28日午後、第20駆逐隊はサンタイサベル島東方海域でガ島ヘンダーソン飛行場から飛来したSBDドーントレス急降下爆撃機の空襲をうける。「朝霧」は沈没、「夕霧」と「白雲」が大破、第一次鼠輸送作戦は完全に失敗した。
当時、ガダルカナル島ではアメリカ海兵隊がヘンダーソン飛行場基地の整備を急いでおり、8月20日に急降下爆撃機と戦闘機がヘンダーソン飛行場に進出した。
ガ島に上陸した一木支隊先遣隊（約900名）は飛行場奪回を目指したが、イル川渡河戦で全滅状態となり一木清直大佐も戦死した。8月24日の第二次ソロモン海戦で日本海軍機動部隊は米軍機動部隊の撃滅に失敗し、連合軍はヘンダーソン基地を拠点に同島周辺の制空権を握っていた。
飛来した米軍急降下爆撃機SBDドーントレスは十数機であった。マングラム中佐が率いるVMSB-232は、喪失1機と引き換えに大戦果をあげる。
天霧駆逐艦長の報告によれば、襲撃地点は南緯08度13分 東経160度07分 / 南緯8.217度 東経160.117度。日没五分前ころ、朝霧に爆弾2発が命中した。朝霧を攻撃したドーントレスは、エンタープライズ所属機だったという。1発目は缶室で爆発して大火災となり、2発目は前部魚雷発射管に命中する。魚雷の誘爆により、朝霧は轟沈した。生存者は艦長以下8名、下士官兵128名。戦死した朝霧機関長は、侍従武官城英一郎大佐の義弟であった。朝霧沈没にともなう川口支隊（歩兵第124連隊第七中隊）の被害は、戦死62名、重軽傷5名、大隊砲2門と弾薬喪失、生存者87名。
10月1日、「朝霧」は吹雪型駆逐艦、帝国駆逐艦籍のそれぞれから除かれた。
同日付で、第20駆逐隊も解隊された。

## 歴代艦長
※『艦長たちの軍艦史』278-279頁、『日本海軍史』第9巻・第10巻の「将官履歴」による。

### 艤装員長
- 池田七郎 中佐：1930年3月1日 - 1930年4月25日[145]

### 艦長
- 池田七郎 中佐：1930年4月25日[145] - 1931年12月1日
- 安富芳介 中佐：1931年12月1日 - 1932年12月1日
- 難波祐之 中佐：1932年12月1日 - 1933年11月15日
- 門前鼎 中佐：1933年11月15日 - 1934年3月10日
- 木村昌福 中佐：1934年3月10日 - 1935年11月15日
- 橘正雄 中佐：1935年11月15日 - 1936年12月1日
- 松原博 中佐：1936年12月1日 - 1937年12月1日
- 阿部俊雄 中佐：1937年12月1日 - 1938年12月15日
- 井上良雄  中佐：1938年12月15日 - 1939年11月1日
- 宇垣環 少佐：1939年11月1日 - 1941年9月10日[146]
- 荒井靖夫 少佐：1941年9月10日 -
- 前川二三郎 少佐：1942年7月25日 -